# King Nothing
«King Nothing» —en español: Rey Nada— es una canción de Metallica presente en el disco Load editada como sencillo en 1997. La letra de la canción habla de la gente que sólo tiene como objetivo ganar dinero hasta que un día se dan cuenta de que ese dinero no les sirve para nada. Otra interpretación de la canción apunta que la canción se refiere a la gente que ha gastado toda su vida deseando sin intentar hacer realidad estos sueños.
La línea del final (“off to never never land”) es sacado de la canción “Enter Sandman” del álbum de estudio Metallica (1991).

## Créditos
- James Hetfield: Voz y guitarra rítmica.
- Kirk Hammett: Guitarra líder.
- Jason Newsted: Bajo eléctrico y coros.
- Lars Ulrich: Batería y percusión.